# Heike Heubach

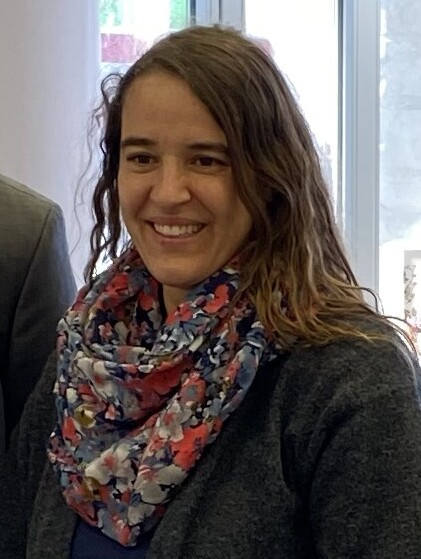
Heike Heubach (2024)

Heike Heubach (Gebärdenname: Gebärde für das Lächeln; * 14. Dezember 1979 in Rottweil) ist eine deutsche Politikerin (SPD). Als erste Gehörlose wurde sie im März 2024 Mitglied des Deutschen Bundestages.

## Leben
Heubach erkrankte als Säugling an einer Mittelohrentzündung und wurde wahrscheinlich dadurch auf beiden Ohren gehörlos. Von 1986 bis 1996 besuchte sie die Grund- und Hauptschule, die sie mit dem Hauptschulabschluss verließ. Von 1996 bis 1999 absolvierte Heubach die Wirtschaftsschule, die sie mit der Mittleren Reife abschloss. Anschließend besuchte sie von 2000 bis 2001 das Gymnasium und von 2001 bis 2003 die Fachoberschule, wo sie die Fachhochschulreife erlangte.
Von 2008 bis 2011 absolvierte sie eine Ausbildung zur Industriekauffrau bei der e.on Facility Management GmbH, wo sie anschließend bis 2013 tätig war. Von 2013 bis zu ihrem Einzug in den Bundestag 2024 arbeitete sie beim Bayernwerk.
Sie lebt in Stadtbergen im Landkreis Augsburg, ist verheiratet und hat zwei Kinder.

## Politik
Im November 2019 trat Heubach in die SPD ein. Sie kandidierte bei der Kommunalwahl 2020 für den Stadtberger Stadtrat.
Zur Bundestagswahl 2021 kandidierte Heubach als Direktkandidatin der SPD im Wahlkreis Augsburg-Land sowie auf Platz 24 der Landesliste der BayernSPD. Heubach erreichte 14,5 % der Erststimmen und verfehlte den Einzug über die Liste knapp. Am 20. März 2024 rückte sie für Uli Grötsch in den Bundestag nach, wurde Mitglied im Ausschuss für Wohnen, Stadtentwicklung, Bauwesen und Kommunen und trat der Parlamentarischen Linken bei. Am 10. Oktober 2024 hielt sie ihre erste Rede im Deutschen Bundestag, was gleichzeitig die erste Rede in (Deutscher) Gebärdensprache im Plenum war. Diese wurde simultan von einer Gebärdensprachdolmetscherin als gesprochener Text hörbar gemacht. Heubach wurde vom Seminar für Allgemeine Rhetorik der Universität Tübingen für dieses „eindringliche Plädoyer für den Klimaschutz“ und „bewegende Beispiel einer veränderten politischer Redekultur im Zeichen von Inklusion“ die Auszeichnung Rede des Jahres 2024 verliehen.
Zur Bundestagswahl 2025 trat Heubach erneut als Direktkandidatin in ihrem Wahlkreis sowie auf Listenplatz 14 der Landesliste an. Sie erreichte 12,7 % der Erststimmen und wurde über die Landesliste knapp wiedergewählt. Im 21. Deutschen Bundestag ist sie ordentliches Mitglied im Ausschuss für Arbeit und Soziales sowie im Ausschuss für Wohnen, Stadtentwicklung, Bauwesen und Kommunen. Zudem ist sie stellvertretendes Mitglied im Ausschuss für Umwelt, Klimaschutz, Naturschutz und nukleare Sicherheit.